# 岩神稲荷神社
岩神稲荷神社（いわがみいなりじんじゃ）は、群馬県前橋市の神社。

## 歴史
江戸時代初期に創建された。前橋藩初代藩主の酒井重忠が、当地の巨岩の上に稲荷神を勧請したのが創建の由来である。巨岩の上の神ということから「岩神稲荷神社」と呼ばれるようになり、当時の村名も「岩神村」となっている。
この巨岩は「岩神の飛石」と呼ばれている。石質は溶結凝灰岩で、高さ9.6メートル（地上露出部分）もある。赤城山の噴出物という説もあったが、調査により浅間山のものであることが判明した。

## 文化財

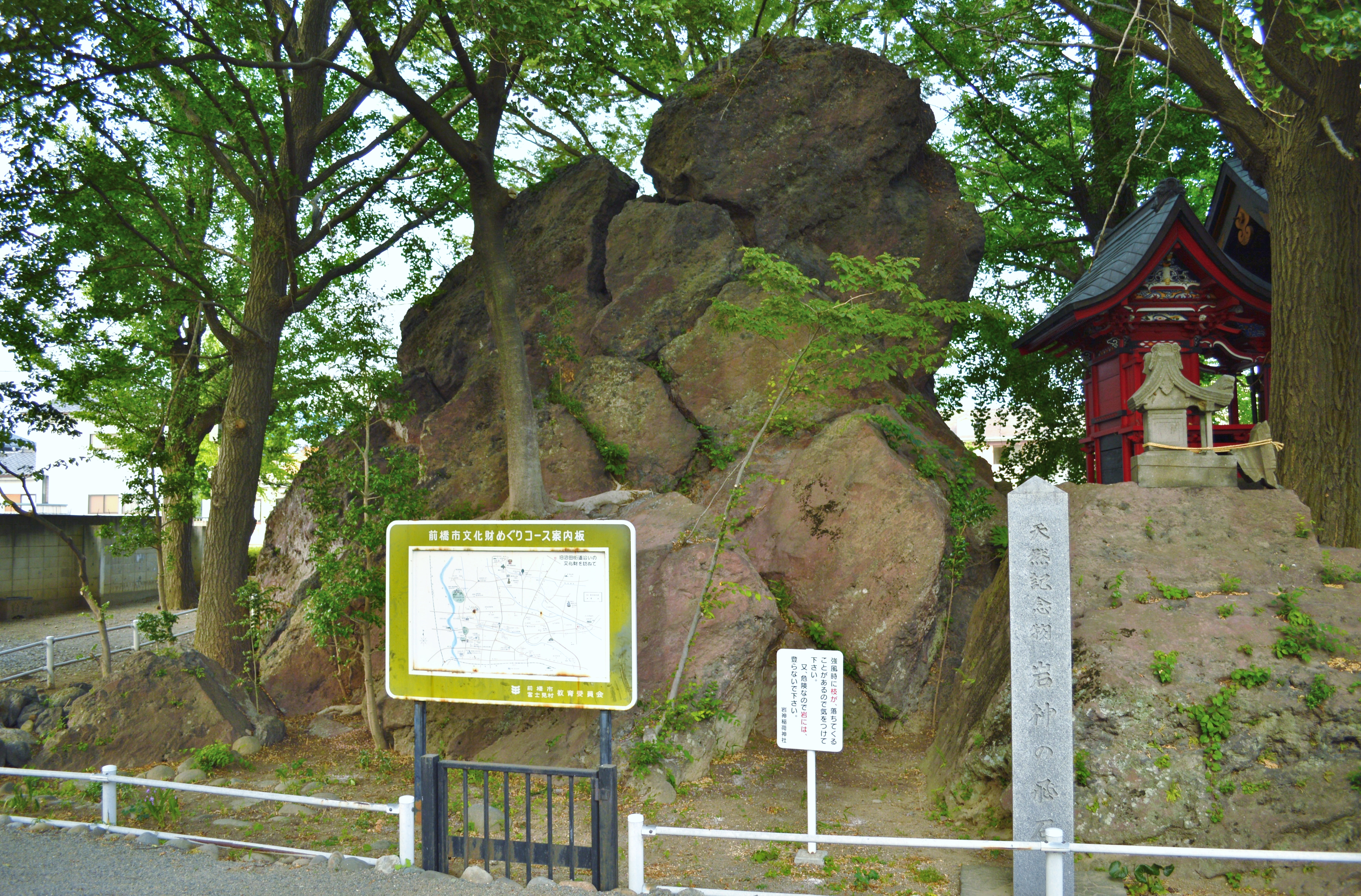
岩神の飛石

- 岩神の飛石（天然記念物 昭和13年12月14日指定）[3]

## 交通アクセス
- 中央前橋駅より徒歩31分。